# River Falls (hrabstwo Pierce)
River Falls – miasto w Stanach Zjednoczonych, w stanie Wisconsin, w hrabstwie Pierce.